# Lajas (Sullana)
Lajas es un caserío peruano ubicado en el distrito de Lancones, perteneciente a la provincia de Sullana del departamento de Piura, al norte del Perú. 

## Ubicación
Lajas se ubica al norte de la provincia de Sullana, en el distrito de Lancones, en el departamento de Piura. Se ubica cerca a la frontera ecuatoriana-peruana.

## Demografía
En  2017 Lajas tenía una población de 51 habitantes.
| Gráfica de evolución demográfica de Lajas entre 1993 y 2017 |
|                                                             |
| Fuentes: Población 1993 y 2017                              |